# Mina Badie
Mina Badie (eigentlich: Mina A. Badiyi; * 28. November 1970 in Los Angeles) ist eine US-amerikanische Schauspielerin.

## Leben
Badie ist die Tochter von Reza Badiyi und Barbara Turner. Sie studierte Schauspielerei an der British American Drama Academy in Oxford und hatte ihr Filmdebüt 1977 als Celia Zimmerman in Lee Philips’ romantischen Drama The War Between the Tates. 1994 verkörperte sie die Joanie Gerard in Alan Rudolphs Filmbiografie Mrs. Parker und ihr lasterhafter Kreis. In den 2000er Jahren trat sie als Monica Rose in Jennifer Jason Leighs und Alan Cummings Beziehungen und andere Katastrophen (2001), als Donna in Dylan Kidds Sex für Anfänger (2002), als Dana in Eric Schaeffers Mind the Gap (2004), als Molly in Jay Ananias Her Name Is Carla (2005), als Lexi Davis in Timothy Scott Bogarts Touched (2005) und als Faith Willoughby in Reza Badiyis The Way Back Home (2006) auf. 2010 verkörperte sie die Peggy in Noah Baumbachs Greenberg. Ebenfalls hatte sie einige Gastauftritte in verschiedenen Fernsehserien, wie etwa in Unter der Sonne Kaliforniens (1993) und Scandal (2012).
Sie ist die jüngere Halbschwester von Jennifer Jason Leigh und Carrie Ann Morrow, sowie die ältere Halbschwester von Alexis und Tashi Badiyi.

## Filmografie (Auswahl)

### Filme
- 1977: The War Between the Tates (Fernsehfilm)
- 1992: Der Bulle und die Stripperin (Somebody’s Daughter, Fernsehfilm)
- 1994: Mrs. Parker und ihr lasterhafter Kreis (Mrs. Parker and the Vicious Circle)
- 1995: Georgia
- 1999: How Does Anyone Get Old? (Kurzfilm)
- 1999: Cookies (Kurzfilm)
- 2001: Beziehungen und andere Katastrophen (The Anniversary Party)
- 2002: Sex für Anfänger (Roger Dodger)
- 2002: Road to Perdition
- 2004: Mind the Gap
- 2004: Wear Something Nice (Kurzfilm)
- 2005: Her Name Is Carla
- 2005: Touched
- 2006: Duncan Removed (Kurzfilm)
- 2006: The Way Back Home
- 2010: Greenberg

### Fernsehserien
- 1992: Ehekriege (Civil Wars, eine Folge)
- 1993: Unter der Sonne Kaliforniens (Knots Landing, zwei Folgen)
- 1995: Alles schön und Recht (Sweet Justice, eine Folge)
- 1996: Star Trek: Deep Space Nine (eine Folge)
- 1998: Sliders – Das Tor in eine fremde Dimension (Sliders, eine Folge)
- 2002: 24: Twenty Four (24, eine Folge)
- 2007: The Closer (eine Folge)
- 2007: Cold Case – Kein Opfer ist je vergessen (Cold Case, eine Folge)
- 2009: Eleventh Hour – Einsatz in letzter Sekunde (Eleventh Hour, eine Folge)
- 2012: Scandal (zwei Folgen)
- 2018: Atypical (eine Folge)